# Чернышёво (Белинский район)
Чернышёво — село в Белинском районе Пензенской области России. Входит в состав Козловского сельсовета.

## География
Расположено в 5 км к западу от села Козловка, на левом берегу реки Ворона.

## Население
| 1864 | 1877 | 1897  | 1911  | 1930  | 1939  | 1959 |
| ---- | ---- | ----- | ----- | ----- | ----- | ---- |
| 560  | ↗728 | ↗1008 | ↗1030 | ↗1519 | ↘1100 | ↘995 |
| 1979 | 1989 | 1996  | 2002  | 2010  |       |      |
| ↘676 | ↗711 | ↗737  | ↘648  | ↘486  |       |      |

Село является местом компактного расселения мордвы, которая составляет 15 % населения села.

## История
Основано в 1706 г. крепостным крестьянином Евстратом Мартыновичем Чернышевым из моршанского села Томникова. Сам Евстрат указан в переписи 1710 г.:
Деревни Сюровки Чернышова тож крестьянским дворам
Во дворе Евстрат Мартинов сын Черныш 65 лет у него жена Пелагея Васильева  60 лет сын Микифор 20 лет у него жена Василиса Харланова дочь 22 лет у негож Евстрата дочь девка Арина 15 лет. 
На том же дворе в другой избе живет вдова Федоровская жена Евстратова сына Чернышова Авдотья Прокофьева дочь 50 лет у ней дочери Хавронья 5 лет Авдотья 4 лет а родина ево Евстратова з детьми (л.869) была в Шацком уезде в селе Томникове  крепосной крестьянин Александра да Ивана Львовичев ис того села сшел и поселился на дикой степи на реке Вороне по указу государей своих Александраж да Ивана Львовичев Нарышкиных а в переписных книгах 710-го году написан и всякие великого государя подати платит по вся годы в Шацком
По переписи 1714 указано: ".... за ними же, Нарышкиными, в деревне Сюревке, Чернышово тоже, по переписным книгам и после переписных книг 710 г. новопоселенных 20 дворов, в них людей обоего пола 72 человека".
В 1859 г. построена церковь во имя Архангела Михаила. В составе Чембарского уезда. После революции центр сельсовета Поимского района. Колхоз «Искра», центральная усадьба колхоза «Чернышевского».